# Шотландский язык (кельтский)
Шотландский кельтский, или гэльский язык (устаревшее название — гаэ́льский язык; самоназвание — Gàidhlig [ˈkaːlikʲ]; англ. Gaelic, Scottish Gaelic) — один из языков гойдельской ветви кельтских языков, носители которого — кельтская народность гэлы — традиционно жили в горной Шотландии и на Гебридских островах.
Число носителей в Шотландии — 136 161 человек (2022, перепись), что составляет примерно 2,5 % от общего населения Шотландии. Наиболее высокий процент владения языком зарегистрирован во Внешних Гебридских Островах, составляя 57,2 % (2022) от населения. Около 70 000 человек признают шотландский кельтский язык родным. В Канаде на нём говорит около 2000 человек (там возник собственный диалект, распространённый в провинции Новая Шотландия, преимущественно на острове Кейп-Бретон). Небольшие сообщества носителей языка сохранились в США, Австралии, Новой Зеландии, Южно-Африканской Республике.
Языку свойственна диалектная раздробленность: выделяются восточные и западные диалекты, при этом восточные в настоящее время почти полностью исчезли.
Шотландский кельтский язык не следует путать со скотсом — западногерманским языком, близкородственным английскому и распространённым на территории равнинной Шотландии.

## История
Первыми носителями кельтских языков на территории современной Шотландии были бритты, населявшие в основном южную, равнинную часть Шотландии; в частности, ими был основан Эдинбург. Именно на территории современной Шотландии был создан один из древнейших поэтических памятников на бриттских языках — поэма «Гододин», автором которой был Анейрин. Бриттское население в Шотландии могло сохраняться вплоть до VI века, однако в конце концов оно уступило давлению с юга — со стороны англосаксов — и с запада, откуда пришли поселенцы из Ирландии — главным образом, из королевства Дал Риада на севере острова, в Ольстере. Переселение ирландцев в Британию началось ещё в IV в., но если их поселения в Уэльсе не сохранились, то в Шотландии и на острове Мэн они стали основным населением. Остров Айона у юго-западных берегов Шотландии стал одним из центров ирландского монашества, с располагавшимся там монастырём связано имя св. Колумбы, или Колума Килле.

Лингвоэтническая ситуация в Шотландии в начале XII века
гойдельский язык
скандинаво-гойдельская зона (2 языка)
английский язык
камбрийский язык сохранялся в этой зоне; но, скорее, присутствовала смесь камбрийского, западно-кельтского и восточно-английского.

Примерно до середины XV века Ирландия и шотландский Хайленд имели общую литературную традицию. Шотландский язык можно считать отдельным с середины XIII в. От шотландского, в свою очередь, примерно в XVII веке «отделился» мэнский язык.
Шотландский язык до сих пор весьма близок к северным диалектам ирландского языка, а южные диалекты шотландского по сути составляют с ними диалектный континуум. Так, диалект острова Ратлин нельзя назвать ни собственно шотландским, ни собственно ирландским. Некоторые черты противопоставляют шотландский и северный (ольстерский) ирландский средним (коннахтским) и южным (мунстерским) диалектам ирландского языка: так, в шотландском и ольстерском отрицательная частица выглядит как cha, а в коннахтском и мунстерском — как ní.
Распространение английского языка в равнинной Шотландии и набеги викингов по всей территории страны (в том числе на Гебридах) сильно ослабили положение шотландского языка; он также подвергся заметному влиянию скандинавских языков и английского. Помимо множества лексических заимствований, шотландский язык приобрёл и другие черты, роднящие его с этими языками: например, место противопоставления звонких и глухих согласных в нём заняло противопоставление глухих непридыхательных и глухих придыхательных; схожие явления наблюдаются в исландском, фарерском языках и в диалектах континентальной Скандинавии.
Шотландский, как и другие кельтские языки, долго не имел никакого официального статуса и даже преследовался (так, Акт об образовании 1872 года, обеспечивший обязательное общее образование по всей Шотландии, не предусматривал преподавания на шотландском). Тем не менее в конце XX века ситуация изменилась и с образованием шотландского парламента он был провозглашён официальным языком Шотландии. В 2005 году открылась первая средняя школа, где преподавание идёт только на шотландском языке. Данные переписи 2001 года, однако, показали 11-процентное сокращение количества носителей этого языка по сравнению с 1991 годом, так что шотландский язык находится в большой опасности. Несмотря на это, на нём ведутся теле- и радиопередачи (например, существует подразделение BBC под названием BCC Alba, вещающее на шотландском), издаются газеты и книги, существует движение за более широкое его использование в общественной жизни. В настоящее время самое устойчивое положение шотландский язык удерживает на Гебридах — в основном среди пожилых людей.
С XVII века многие шотландцы эмигрировали в Канаду, чтобы работать на Компанию Гудзонова залива; в конце XIX века шотландский недолгое время был третьим по числу носителей языком Канады после английского и французского. Сейчас в Канаде сохраняется около тысячи носителей канадского гэльского диалекта, в основном это пожилые люди.

## Алфавит и орфография

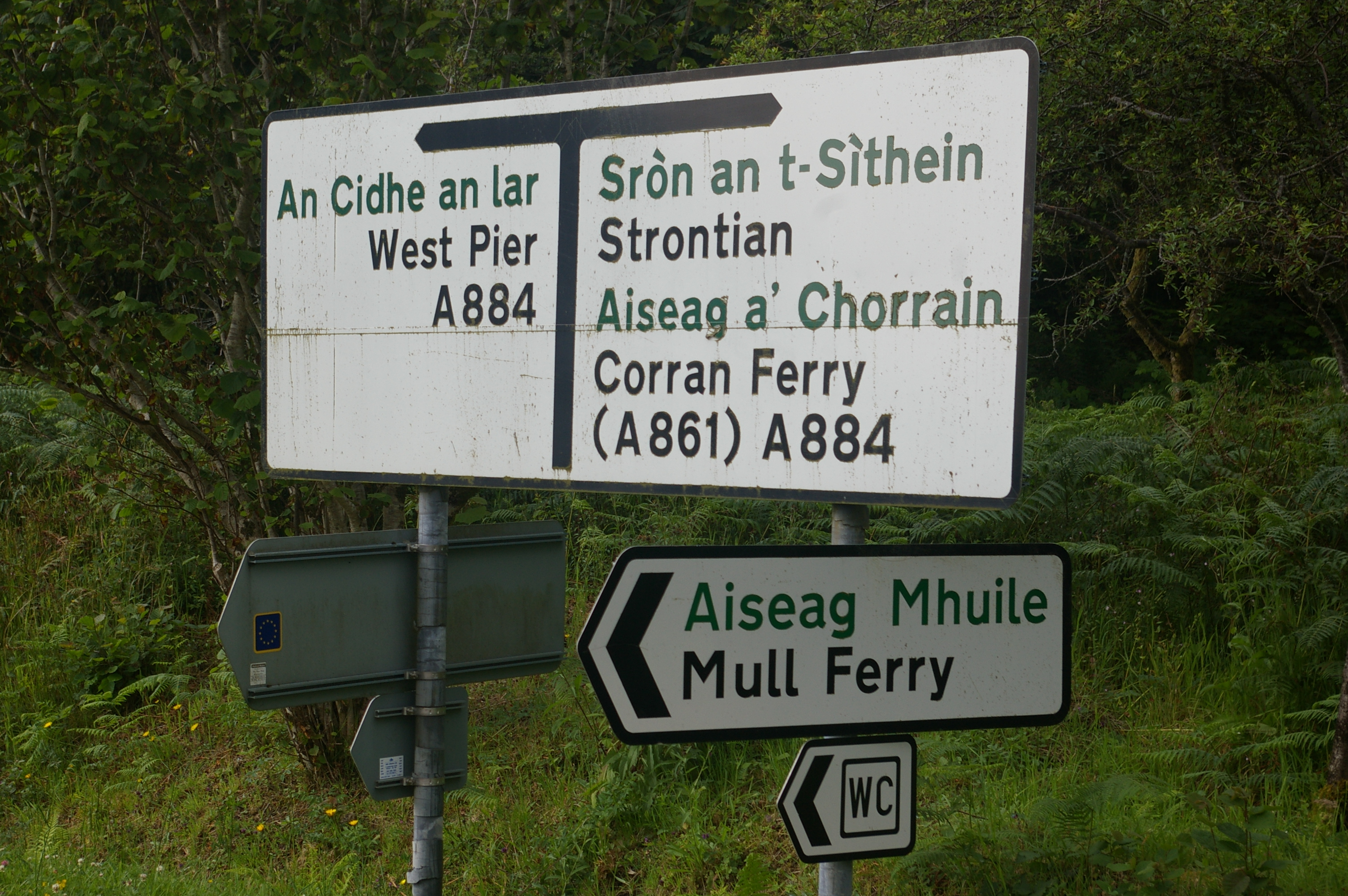
Двуязычные дорожные указатели на английском и шотландском кельтском языках

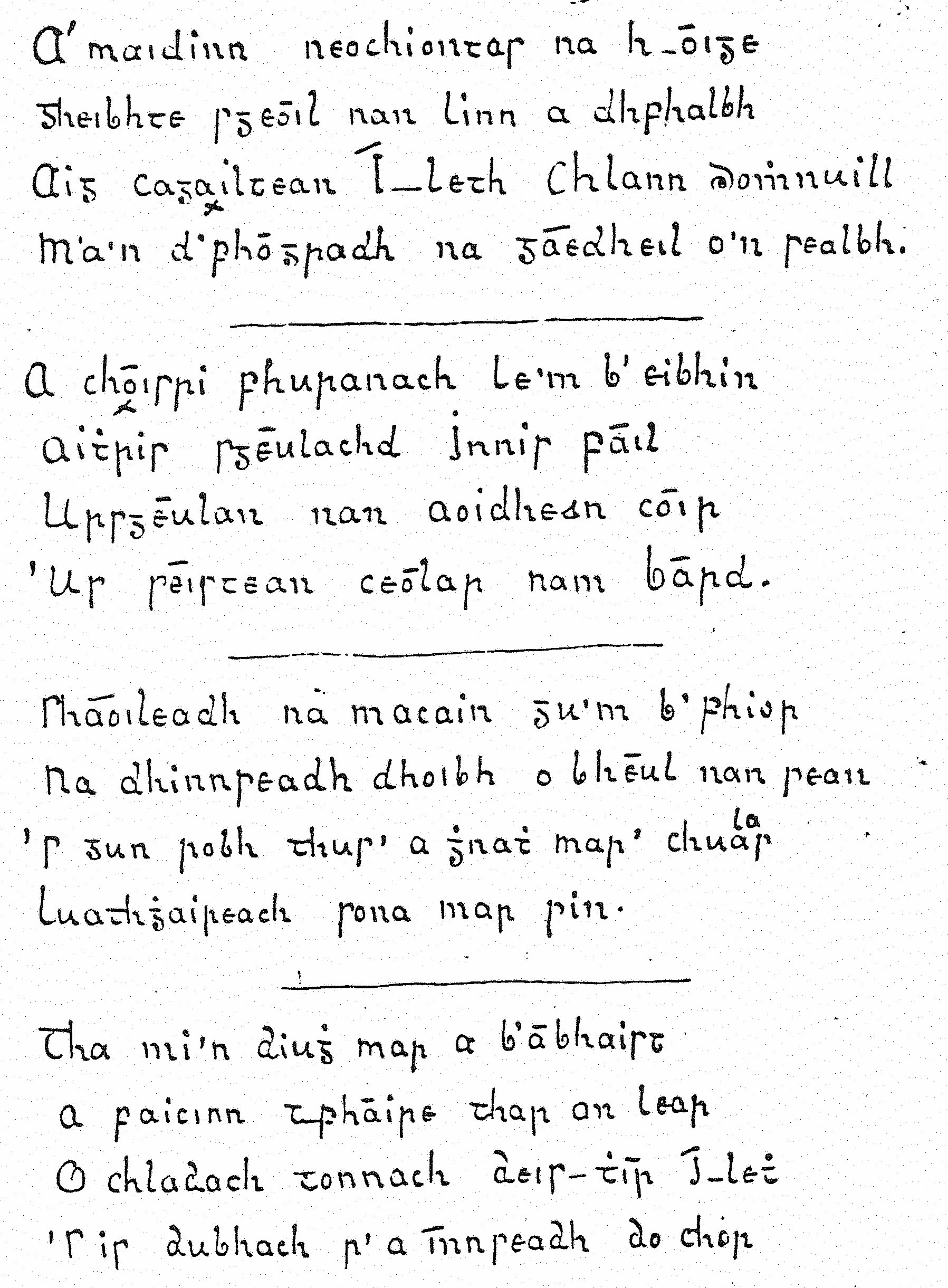
Рукописный текст на шотландском языке

Современный шотландский язык использует письменность на основе латиницы. Алфавит насчитывает 18 букв:
| A a | B b | C c | D d | E e | F f |
| G g | H h | I i | L l | M m | N n |
| O o | P p | R r | S s | T t | U u |

Буквы j, k, q, v, w, x, y, z могут использоваться в заимствованных словах. Долгие гласные обозначаются знаком грависа, который называется fada: bòidheach «красивый» (в этом заметное отличие от ирландской орфографии, где fada — знак акута). В шотландской орфографии, как и в ирландской, заметную роль играют диграфы с h, например, bh [v], fh (почти всегда не обозначает звука).
Шотландская орфография похожа на ирландскую — в частности, в ней соблюдается принцип caol ri caol is leathan ri leathan «узкий с узким, широкий с широким», в соответствии с которым «узкие» согласные (то есть палатализованные, соответствующие русским мягким) должны быть на письме окружены с обеих сторон «узкими» гласными (переднего ряда), то есть e, i, è, ì, соответственно, а «широкие» (твёрдые) согласные должны быть окружены «широкими» (непередними) гласными. Это приводит к тому, что многие гласные в орфографии не соответствуют никакому звуку, а лишь указывают на мягкость либо твёрдость соседнего согласного.
В шотландской орфографии, по сравнению с ирландской, больше традиционных написаний, например, шотл. oidhche, ирл. oiche «ночь», шотл. суффикс существительных -chd, соответствующий ирл. -cht (ирл. beannacht, шотл. beannachd «благословение»), пишется так, но произносится [xk].

## Лингвистическая характеристика
Шотландский язык относится к флективным языкам с преобладанием аналитизма, особенно в области глагола.
Ему свойственны:
- cклоняемые предлоги (также см. ниже), произошедшие от соединения предлогов с местоимениями;
- начальные мутации согласных;
- порядок слов VSO («сказуемое — подлежащее — прямое дополнение»)
- выражение наличия и владения с помощью предлогов (вместо глагола «иметь»):

Tha taigh agam «У меня есть дом» (букв.: «Дом у меня»);
Tha an cat sin le Iain «У Яна есть кот» (букв.: «Есть кот с Яном»).
- наличие усилительных местоимений:

Tha cat agadsa ach tha cù agamsa «У тебя есть кот, но у меня есть собака».

### Фонетика и фонология
Фонетическая система шотландского языка, в основном, схожа с той, что есть в ольстерских диалектах ирландского. В то же время шотландские диалекты обладают рядом своеобразных черт, отличающих их от ирландских — в первую очередь, в системе смычных и в вокализме.

#### Гласные
Гласные звуки шотландского языка:
|                                        | Передний ряд | Средний ряд | Задний ряд | Задний ряд |
| Неогубленные                           | Передний ряд | Средний ряд | Огубленные |            |
| -------------------------------------- | ------------ | ----------- | ---------- | ---------- |
| Верхний подъём                         | i            |             | ɯ          | u          |
| Ненапряжённые гласные верхнего подъёма | ɪ            |             |            |            |
| Средне-верхний подъём                  | e            | ə           | ɤ          | o          |
| Средне-нижний подъём                   | ɛ            | ə           |            | ɔ          |
| Нижний подъём                          | a            | a           | a          |            |

Все гласные, кроме /ɪ/ и /ə/, могут быть краткими и долгими.
Гласные в примерах:
| В записи | МФА        | Слово        |
| -------- | ---------- | ------------ |
| a        | [a]        | bata         |
| à        | [aː]       | bàta, bàrr   |
| e        | [ɛ], [e]   | le, teth     |
| è        | [ɛː], [eː] | gnè, fhèin   |
| i        | [i], [iː]  | sin, ith     |
| ì        | [iː]       | mìn          |
| o        | [ɔ], [o]   | poca, bog    |
| ò, o     | [ɔː], [oː] | pòcaid, corr |
| u        | [u]        | Tur          |
| ù, u     | [uː]       | tùr, cunntas |

##### Дифтонги
Состав дифтонгов зависит от диалекта, но в основном выделяется до десяти дифтонгов: /ei, ɤi, ai, ui, iə, uə, ɛu, ɔu, au, ia/.

#### Согласные
В системе шотландского консонантизма значительную роль играет противопоставление по палатализации, затрагивающее все согласные, кроме губных. Типологически необычная также система сонантов: в некоторых диалектах встречается до пяти одних боковых согласных. При этом набор сонантов сильно различается по диалектам.
Один из вариантов системы согласных литературного шотландского языка представлен в таблице:
|               | Губные | Переднеязычные | Постальвеолярные | Палатальные | Заднеязычные |
| ------------- | ------ | -------------- | ---------------- | ----------- | ------------ |
| Носовые       | [m]    | [n ʲ]          |                  | [ɲ]         | [ŋ]          |
| Взрывные      | [pʰ p] | [tʰ t]         |                  | [cʰ c]      | [kʰ k]       |
| Аффрикаты     |        |                | [t͡ʃ d͡ʒ]          |             |              |
| Фрикативные   | [f v]  | [s]            | [ʃ]              | [ç ʝ]       | [x ɣ]        |
| Аппроксиманты |        |                |                  | [j]         |              |
| Латеральные   |        | [l], [ɫ]       |                  | [ʎ]         |              |
| Дрожащие      |        | [r] [ɾ]        |                  |             |              |

##### Ларингальные признаки
Системе шотландского консонантизма свойственно противопоставление придыхательных и непридыхательных глухих согласных, по своему происхождению соответствующих глухим и звонким. При этом придыхательные согласные реализуются либо с обычным придыханием (постаспирацией) в начале слова, либо с преаспирацией в положении после гласного в середине и конце слова (как в исландском языке). При этом реализация преаспирированных смычных также различается по диалектам.
Эти различия представлены на таблице:
| Фонетическая реализация | Фонологическое представление | Диалекты                                                 |
| ----------------------- | ---------------------------- | -------------------------------------------------------- |
| [ʰp ʰt ʰk]              | /p t k/                      | Льюис, часть Сатерленда                                  |
| [hp ht hk]              | /hp ht hk/                   | Олтби (графство Россшир)                                 |
| [hp ht xk]              | /hp ht xk/                   | Внешние Гебриды (не включая Льюис), Скай, центр Хайленда |
| [xp xt xk]              | /xp xt xk/                   | Запад Пертшира, восток Хайленда, часть Аргайла           |

В ряде диалектов (к примеру, на полуострове Аплкросс в графстве Россшир) отмечаются также придыхательные и непридыхательные звонкие взрывные. Они являются не отдельными фонемами, а аллофонами соответствующих глухих взрывных в контексте после носового (который, однако, может выпадать): [nə boː] «коров» (литературное nam bò [nəm poː]). В других диалектах (в частности, на острове Льюис) сочетания носовых согласных со взрывными реализуются как носовые со скрипучей фонацией, соответствующие исходному взрывному по наличию придыхания (которое после носового реализуется как звонкий [ɦ].
Противопоставление по придыхательности нейтрализуется в пользу непридыхательных после согласных (sgian «нож», olc «зло»), а также в положении после безударного гласного.

##### Палатализация
Как и в ирландском языке, в шотландском консонантизме присутствует противопоставление согласных по палатализованности (соответствующая русской мягкости согласных). При этом во многих диалектах в качестве палатализованных коррелятов переднеязычных взрывных [t], [tʰ] выступают постальвеолярные аффрикаты [tʃ], [dʒ]; то же относится и к [ʃ], который фонологически является палатализованным коррелятом [s] (последнее явление свойственно всем диалектам).
Непалатализованные переднеязычные могут быть как альвеолярными, так и зубными. Большинство непалатализованных согласных произносятся с сильной веляризацией.
Большинство исследователей согласно в том, что в большинстве шотландских диалектов корреляция по палатализованности не распространяется на губные согласные. В общих чертах развитие палатализованных губных можно представить следующим образом:
- В начальном положении:
  - перед передними гласными выступают как непалатализованные: [peːm] «рот» (beum);
  - перед непередними гласными выступают как сочетания губных и [j] или короткого переходного звука (глайда), соответствующего переднему гласному: [pjaːrn] или [pɛaː rn] «отверстие» (beàrn).
- В другом положении:
  - в конце слова после ударения дают сочетание «[i] + непалатализованный губной», иногда с воздействием на предыдущий гласный: [krãĩv] или [krɛ̃ːv] «кость» (cnàimh);
  - между гласными и в конце слова после безударного гласного чаще всего дают простые непалатализованные губные, но иногда также сочетание «[i] + непалатализованный губной» ([kʰɛpə] «лопата» (caibe))

##### Другие явления в области согласных
В ряде диалектов шотландского языка — в первую очередь, южных (например, в Кинтайре) — имеется гортанная смычка. Она появляется после гласных — в основном, в тех же контекстах, когда в других диалектах гласные подвергаются удлинению перед сонантами.
Сонанты перед взрывными могут подвергаться оглушению, как, например, в слове olc «злой»; с другой стороны, взрывные могут озвончаться, особенно после «сильных» сонантов (к примеру, calltainn «орешник» [kʰauldənʲ]).

#### Ударение
Ударение в шотландском языке, как правило, падает строго на первый слог. Исключения составляют заимствования.

#### Мутации согласных
Как и в других островных кельтских языках, в шотландском часты начальные мутации согласных. Лениция и палатализация очень важны в грамматике этого языка, что освещено также в разделе о его фонетике.
Лениция в шотландском языке — изменение в произношении первого согласного звука слова; орфографически это отображается добавлением h:
- caileag → chaileag «девушка», beag → bheag «маленький», faca → fhaca «видел», snog → shnog «хороший».

Лениция не происходит в словах, начинающихся на гласный или на l, n или r, а также на sg, sm, sp, или st. Чаще всего она имеет место при наличии перед искомым специальных слов (некоторых определителей, наречий, предлогов и т. п.). В этой статье ленизирующий эффект таких слов показан добавлением «+Л» (например, glé+Л «очень»).
С другой стороны, палатализация в шотландском языке — изменение в произношении последнего согласного слова — обычно изображается добавлением i:
- facal → facail «слово», balach → balaich «мальчик», òran → òrain «песня», ùrlar → ùrlair «этаж»;

Зачастую, однако, палатализация приводит к более значительным изменениям последнего слога:
- cailleach → caillich «старуха», ceòl → ciùil «музыка», fiadh → féidh «олень», cas → cois «нога»

Палатализация не происходит, если слово заканчивается на гласный (bàta «лодка»), а также у слов, у которых последний согласный уже палатализированный (мягкий) — sràid «улица».

### Морфология

#### Существительное

##### Род и число
Шотландские существительные и местоимения принадлежат либо к мужскому, либо к женскому роду. Средний род, который присутствовал в древнеирландском языке, исчез, а принадлежащие ему слова получили мужской или женский род. Есть несколько слов, которые в разных диалектах принадлежат разным родам. Кроме того, есть существительные неправильного склонения, которые склоняются то как слова мужского, то как женского рода. С точки зрения некоторых лингвистов, недавние заимствования приобретают черты третьего рода, судя по схеме их склонения. Обсуждается также мнение, гласящее, что женский род постепенно отмирает, приводя к упрощению системы родов.
Существительное имеет три числа: единственное, двойственное и множественное. Формы двойственного числа встречаются после числительного dà (два), где их использование обязательно. У существительных мужского рода двойственное число не отличается от множественного, в отличие от женского, где двойственное число образуется палатализацией последнего согласного. Множественное число образуется разными способами, от суффиксации (часто — с помощью -(e)an) и палатализации.
- Мужской род: aon òran, dà òran, trì òrain «одна песня (ед. ч.), две песни (дв. ч.), три песни (мн. ч.)».
- Женский род: aon uinneag, dà uinneig, trì uinneagan «одно окно (ед. ч.), два окна (дв. ч.), три окна (мн. ч.)».

##### Падеж
Существительные и местоимения шотландского языка изменяются по падежам, всего их четыре: именительный, родительный, дательный и звательный. Существительные классифицируются по склонениям, при этом есть маленькие группы существительных, склоняющихся нерегулярно или по особым правилам. Падежные формы могут образовываться суффиксацией, леницией, палатализацией или их одновременным применением.
Дательный падеж используется только после предлога, но косвенное дополнение, например, никогда в нём не ставится.
Существительные в звательном падеже оформляются частицей a+Л, ленизирующей последующий согласный и испытывающей элизию перед гласным (обычно не отображается орфографически). Звательная форма слов женского рода единственного числа идентична именительному падежу; слова мужского рода палатализируются в именительном падеже.
- Ж. р.: Màiri, Anna → a Mhàiri, (a) Anna.
- М. р.: Seumas, Aonghas → a Sheumais, (a) Aonghais.

##### Мужской род
| начинается на c, g | начинается на c, g | начинается на c, g |
| ------------------ | ------------------ | ------------------ |
| cat «кот»          | ед. ч.             | мн. ч.             |
| именительный       | an cat             | na cait            |
| дательный          | a' chat            | na cait            |
| родительный        | a' chait           | nan cat            |

| начинается на b, m, p | начинается на b, m, p | начинается на b, m, p |
| --------------------- | --------------------- | --------------------- |
| balach «мальчик»      | ед. ч.                | мн. ч.                |
| именительный          | am balach             | na balaich            |
| дательный             | a' bhalach            | na balaich            |
| родительный           | a' bhalaich           | nam balach            |

| начинается на гласный | начинается на гласный | начинается на гласный |
| --------------------- | --------------------- | --------------------- |
| òran «песня»          | ед. ч.                | мн. ч.                |
| именительный          | an t-òran             | na h-òrain            |
| дательный             | an òran               | na h-òrain            |
| родительный           | an òrain              | nan òran              |

| начинается на d, n, t, l, r | начинается на d, n, t, l, r | начинается на d, n, t, l, r |
| --------------------------- | --------------------------- | --------------------------- |
| rud «вещь»                  | ед. ч.                      | мн. ч.                      |
| именительный                | an rud                      | na rudan                    |
| дательный                   | an rud                      | na rudan                    |
| родительный                 | an ruid                     | nan rudan                   |

| начинается на f | начинается на f | начинается на f |
| --------------- | --------------- | --------------- |
| fiadh «олень»   | ед. ч.          | мн. ч.          |
| именительный    | am fiadh        | na féidh        |
| дательный       | an fhiadh       | na féidh        |
| родительный     | an fhéidh       | nam fiadh       |

| начинается на s, sl, sn, sr | начинается на s, sl, sn, sr | начинается на s, sl, sn, sr |
| --------------------------- | --------------------------- | --------------------------- |
| seòmar «комната»            | ед. ч.                      | мн. ч.                      |
| именительный                | an seòmar                   | na seòmraichean             |
| дательный                   | an t-seòmar                 | na seòmraichean             |
| родительный                 | an t-seòmair                | nan seòmraichean            |

##### Женский род
| начинается на c, g | начинается на c, g | начинается на c, g |
| ------------------ | ------------------ | ------------------ |
| caileag «девочка»  | ед. ч.             | мн. ч.             |
| именительный       | a' chaileag        | na caileagan       |
| дательный          | a' chaileig        | na caileagan       |
| родительный        | na caileig(e)      | nan caileagan      |

| начинается на b, m, p | начинается на b, m, p | начинается на b, m, p |
| --------------------- | --------------------- | --------------------- |
| pìob «трубы»          | ед. ч.                | мн. ч.                |
| именительный          | a' phìob              | na pìoban             |
| дательный             | a' phìob              | na pìoban             |
| родительный           | na pìoba              | nam pìob(an)          |

| начинается на гласный | начинается на гласный | начинается на гласный |
| --------------------- | --------------------- | --------------------- |
| abhainn «река»        | ед. ч.                | мн. ч.                |
| именительный          | an abhainn            | na h-aibhnichean      |
| дательный             | an abhainn            | na h-aibhnichean      |
| родительный           | na h-aibhne           | nan aibhnichean       |

| начинается на d, n, t, l, r | начинается на d, n, t, l, r | начинается на d, n, t, l, r |
| --------------------------- | --------------------------- | --------------------------- |
| léine «рубашка»             | ед. ч.                      | мн. ч.                      |
| именительный                | an léine                    | na léintean                 |
| дательный                   | an léine                    | na léintean                 |
| родительный                 | na léine                    | nan léintean                |

| начинается на f    | начинается на f | начинается на f |
| ------------------ | --------------- | --------------- |
| fidheall «скрипка» | ед. ч.          | мн. ч.          |
| именительный       | an fhidheall    | na fidhlean     |
| дательный          | an fhidheall    | na fidhlean     |
| родительный        | na fidhle       | nam fidhlean    |

| начинается на s, sl, sn, sr | начинается на s, sl, sn, sr | начинается на s, sl, sn, sr |
| --------------------------- | --------------------------- | --------------------------- |
| sràid «улица»               | ед. ч.                      | мн. ч.                      |
| именительный                | an t-sràid                  | na sràidean                 |
| дательный                   | an t-sràid                  | na sràidean                 |
| родительный                 | na sràide                   | nan sràid(ean)              |

#### Местоимение
В шотландском языке есть личные местоимения единственного и множественного чисел (нет двойственного числа). Разделение по родам есть только в третьем лице единственного числа. Разделение на «ты» и «вы» есть во втором лице, причём форма множественного числа sibh используется в вежливой речи для единственного числа.
|        |      |       | простое | усилительное |       |
| ед. ч. | 1 л. | 1 л.  | mi      | mise         | «я»   |
| ед. ч. | 2 л. | 2 л.  | thu     | thusa        | «ты»  |
| ед. ч. | 3 л. | м. р. | e       | esan         | «он»  |
| ед. ч. | 3 л. | ж. р. | i       | ise          | «она» |
| мн. ч. | 1 л. | 1 л.  | sinn    | sinne        | «мы»  |
| мн. ч. | 2 л. | 2 л.  | sibh    | sibhse       | «вы»  |
| мн. ч. | 3 л. | 3 л.  | iad     | iadsan       | «они» |

Усилительные местоимения придают речи выразительность:
- Tha i bòidheach «Она красивая»;
- Tha ise bòidheach «Она красивая (а не кто-то другой)».

Они используются и в других конструкциях:
- an taigh aicese «её дом»;
- chuirinn-sa «я положу»;
- na mo bheachd-sa «по-моему».

#### Прилагательное
Прилагательные шотландского языка согласуются в роде, числе и падеже с существительными, к которым относятся. Во множественном числе во всех падежах используется общая для обоих родов форма, иногда, правда, испытывающая леницию.
Обычно прилагательные находятся после существительного. Существительные мужского рода в дательном падеже единственного числа испытывают леницию от определённого артикля, стоящего перед ними, вместе с прилагательными:
- (air) breac mòr «(на) какой-то большой форели»;
- (air) a' bhreac mhòr «(на) определённой большой форели».

Некоторые прилагательные ставятся перед существительными, обычно вызывая леницию:
- seann chù, droch shìde, deagh thidsear «старая собака, плохая погода, хороший учитель».

#### Местоименные определители
Шотландский язык использует местоименные определители (соответствующие притяжательным местоимениям «мой», «твой», «их», и т. п.), которые показывают неотторжимое «владение» — например, частями тела или членами семьи.
Как отмечено в нижеприведённой таблице, некоторые определители вызывают леницию последующего слова. Перед словами, начинающимися гласным звуком, некоторые определители получают элизию или требуют вставки дополнительной гласной буквы.
|        |      |       | перед согласным | перед гласным | примеры                                        |
| ед. ч. | 1 л. | 1 л.  | mo+Л            | m'            | mo mhàthair «моя мать», m’athair «мой отец»    |
| ед. ч. | 2 л. | 2 л.  | do+Л            | d' (или t')   | do mhàthair «твоя мать», d’athair «твой отец»  |
| ед. ч. | 3 л. | м. р. | a+Л             | a             | a mhàthair «его мать», a athair «его отец»     |
| ед. ч. | 3 л. | ж. р. | a               | a h-          | a màthair «её мать», a h-athair «её отец»      |
| мн. ч. | 1 л. | 1 л.  | ar              | ar n-         | ar màthair «наша мать», ar n-athair «наш отец» |
| мн. ч. | 2 л. | 2 л.  | ur              | ur n-         | ur màthair «ваша мать», ur n-athair «ваш отец» |
| мн. ч. | 3 л. | 3 л.  | an/am*          | an            | am màthair «их мать», an athair «их отец»      |

- Перед словами, начинающимися с губной согласной (b, p, f, или m) употребляется am, во всех остальных случаях — an.

Чтобы выразить непостоянство владения, используется предлог aig:
- an taigh aige «его дом» (букв. «дом у него»);
- an leabhar agam «моя книга» (букв. «книга у меня»).

#### Артикль
В шотландском языке есть только определённый артикль:
taigh «какой-то дом», «дом», an taigh «этот / определённый дом».
Вид артикля зависит от числа, рода, падежа существительного. Приведённая таблица показывает общее правило, использующееся при отсутствии ассимиляции начальных звуков.
|              | ед. ч. | ед. ч. | мн. ч. |
| м. р.        | ж. р.  |        | мн. ч. |
| именительный | AN     | AN +Л  | NA     |
| дательный    | AN +Л  | AN +Л  | NA     |
| родительный  | AN +Л  | NA     | NAN    |

Индекс «+Л» указывает на леницию следующего слова. В действительности артикль изменяется так:
| используется с м. р., ед. ч., имен. п. | используется с м. р., ед. ч., имен. п. | используется с м. р., ед. ч., имен. п. |
| -------------------------------------- | -------------------------------------- | -------------------------------------- |
| AN                                     | an t-                                  | перед гласной                          |
| AN                                     | am                                     | перед b, f, m, p                       |
| AN                                     | an                                     | в остальных случаях                    |

| используется с ж. р., ед. ч., имен. п.; ж. р., ед. ч., им. п., дат. п.; м. р., ед. ч., дат. п., род. п. | используется с ж. р., ед. ч., имен. п.; ж. р., ед. ч., им. п., дат. п.; м. р., ед. ч., дат. п., род. п. | используется с ж. р., ед. ч., имен. п.; ж. р., ед. ч., им. п., дат. п.; м. р., ед. ч., дат. п., род. п. |
| --- | --- | --- |
| AN +Л                                                                                                   | a' +Л                                                                                                   | перед b, c, g, m, p                                                                                     |
| AN +Л                                                                                                   | an +Л                                                                                                   | перед f                                                                                                 |
| AN +Л                                                                                                   | an t-                                                                                                   | перед s + гласная, sl, sn, sr                                                                           |
| AN +Л                                                                                                   | an | в остальных случаях (перед d, n, t, l, r, sg, sm, sp, st, гласной)                                      |

| используется с ж. р., ед. ч., род. п.; мн. ч., дат. п. | используется с ж. р., ед. ч., род. п.; мн. ч., дат. п. | используется с ж. р., ед. ч., род. п.; мн. ч., дат. п. |
| ------------------------------------------------------ | ------------------------------------------------------ | ------------------------------------------------------ |
| NA                                                     | na                                                     | перед согласной                                        |
| NA                                                     | na h-                                                  | перед гласной                                          |

| используется перед мн. ч., род. п. | используется перед мн. ч., род. п. | используется перед мн. ч., род. п. |
| ---------------------------------- | ---------------------------------- | ---------------------------------- |
| NAN                                | nam                                | перед b, f, m, p                   |
| NAN                                | nan                                | в остальных случаях                |

Определённый артикль — это развитие протокельтской основы *sindo-, sindā-. Начальная s утеряна уже в староирландский период, однако сохранилась в некоторых предлогах. D можно увидеть в форме an t-, а ленизирующий эффект an+Л — остаток конечного гласного.

#### Глагол
Шотландский глагол имеет время, залог и наклонение. Категория лица выражается ограниченным числом форм. Правила спряжения, в целом, общие для всех глаголов, кроме двух связок. Большинство форм глаголов не обладают категорией лица, поэтому с ними необходимо использовать личные местоимения (как в английском языке).
Отглагольные существительные играют важную роль в глагольной системе, так как, при добавлении предлога, используются в перифразовых конструкциях, выступая в качестве связки. «Обычные» существительные, с точки зрения морфологии и унаследованных свойств (у них есть род и число) и частотности употребления в так называемых оборотах с предлогами, до сих пор играют роль глагола в основных глагольных конструкциях семантически и синтаксически. Отглагольные же существительные имеют как свойства существительного, так и глагола. Английский язык точно так же использует герундий (глагол с -ing окончанием). В других случаях отглагольные существительные выступают в качестве инфинитива, как в немецком языке.
Традиционно, исследователи шотландского описывают глагольные формы терминами «прошедшее время», «будущее время» и «сослагательное наклонение». Система времён и наклонений этого языка значительно отличается от ирландской.

##### Глагол-связка
Шотландский язык имеет два глагола-связки — bi и is, которые оба означают «быть»: bi может использоваться для обозначения качества чего-то (Tha an càr mòr «Машина большая»), для обозначения местонахождения (Tha an càr air an rathad «Машина находится на дороге») или для указания на настоящее время (Tha an càr a’ dol «Машина едет»), а is — чтобы поставить смысловое ударение (Is e Iain a thug an leabhar do Anna an-dè («(Это) Ян (кто) дал Анне книгу вчера» — выделяется подлежащее, Is e an leabhar a thug Iain do Anna an-dè «Книгу (а не что-то ещё) Ян вчера дал Анне» — выделяется дополнение). Иногда в грамматических справочниках эти два глагола называются частями единого вспомогательного глагола.
Глагол-связка bi, в отличие от is, описывает непостоянные состояния:
Tha mi sgìth «Я устал»;
Tha an duine reamhair «Мужчина толстый».
Тем не менее можно использовать bi, чтобы сказать «A — это B»:
tha mi nam Albannach «Я шотландец» (буквально: «Я в моём шотландце»);
Is e Albannach a th' annam «Я шотландец» (буквально: «Тот, кто во мне — шотландец»).
Is же описывает менее изменчивые условия:
’S e taigh beag a' th’ann «Это маленький дом».

##### Глагольные формы и время
Время глагола в шотландском языке может обозначаться разными способами.
Настоящее время образуется с помощью глагола tha и отглагольного существительного или причастия основного глагола.
Tha mi a' bruidhinn «Я говорю» (букв. «Есмь я при говорении»).
Простое прошедшее время правильных глаголов обозначается леницией первого согласного. Так, прошедшее время глагола bruidhinn (произносится [ˈpriɪɲ]), имеющего значение «говорить», выглядит как bhruidhinn mi [ˈvriɪɲ mi].
В отличие от английского, в шотландском образование будущего времени возможно и без вспомогательного глагола:
Bruidhinnidh mi «Я скажу; Я буду говорить».
Эта форма имеет несколько применений, в том числе и указание на постоянство действия («я говорю» — постоянно, обычно).
Конструкция с глаголом bi и отглагольным существительным указывает на утверждение, обыденное действие или на будущее время:
Bidh mi a' bruidhinn «Я говорю» или «Я скажу».
Как и во многих других кельтских языках, в шотландском отсутствуют некоторые обычные для других языков глаголы. Среди них — модальные и глаголы чувств, например: «нравиться», «предпочитать», «быть способным», «собираться (сделать что-либо)», «быть должным (сделать что-либо)», «быть необходимым», «заставлять». Их задачи выполняют идиоматические конструкции с предлогами, глаголами-связками и прочими глаголами.

#### Предлог
Иногда шотландские предлоги используются в управлении словами в именительном или винительном падежах, но всё же чаще — дательным и родительным падежами.
- C именительным падежом: eadar «между», gu(s) «пока, до тех пор, пока», mar «как», gun «без».
- C дательным: air «на», aig аналогично английскому «at», anns/ann an «в», le(is) «с», ri(s) «к».
- C родительным: tarsainn через, re «во время», chun «впереди», trid «тем не менее, хотя», timcheall «вокруг».

Все «сложные предлоги», состоящие из предлога и существительного, управляют именами в дательном падеже:
- ri taobh a' bhalaich «рядом с мальчиком» (букв.: «сбоку от мальчика»).

Многие предлоги имеют особые формы для случая, когда за ними следует артикль:
- le Iain, leis a' mhinistear «С Йеном, с министром»;
- fo bhron, fon a' bhord «в горе», букв.: «под печалью»; «под столом».

Большинство простых предлогов не употребляются с личными местоимениями. Например, говорить *aig mi «на меня» и *le iad «с ними» — неверно. Вместо этого, используются спрягаемые предлоги (спрягаемые как глаголы):
| +            | mi «меня» | thu «тебя» | e «его» | i «её» | sinn «нас» | sibh «вас» | iad «их» |
| aig «при»    | agam      | agad       | aige    | aice   | againn     | agaibh     | aca      |
| air «сверху» | orm       | ort        | air     | oirre  | oirnn      | oirbh      | orra     |
| le «с»       | leam      | leat       | leis    | leatha | leinn      | leibh      | leotha   |
| ann an «в»   | annam     | annad      | ann     | innte  | annainn    | annaibh    | annta    |
| do «для»     | dhomh     | dhut       | dha     | dhi    | dhuinn     | dhuibh     | dhaibh   |

Спрягаемые предлоги имеют усиленную форму, так же как и у личных местоимений. Она образуется добавлением суффиса:
- agamsa, agadsa, aigesan, aicese, againne, agaibhse, acasan

Когда за предлогом ann an следует определитель принадлежности, то два слова образуют стяжение. Это происходит и с глагольным маркером ag (этимологически связан с предлогом aig) и a+Л. Получившаяся форма оказывает то же воздействие (леницию, вставку согласного), что и определитель:
| +          | mo «мой» | do «твой» | a «его» | a «её»   | ar «наш»  | ur «ваш»  | an «их»   |
| ann an «в» | ’nam+Л   | ’nad+Л    | ’na+Л   | ’na [h-] | ’nar [n-] | ’nur [n-] | ’nan/’nam |
| ag «при»   | gam+Л    | gad+Л     | ga+Л    | ga [h-]  | gar [n-]  | gur [n-]  | gan/gam   |
| a+Л «к»    | gam+Л    | gad+Л     | ga+Л    | ga [h-]  | gar [n-]  | gur [n-]  | gan/gam   |

### Синтаксис
Как и другие кельтские языки наших дней, за исключением бретонского и корнского, шотландский — язык с основным порядком слов VSO («сказуемое — подлежащее — прямое дополнение»).

### Лексика
У современных шотландского и ирландского языков обнаруживается до 75 % общей лексики. Некоторые слова, видимо, проникли в шотландский язык из пиктского. Обнаруживается немало скандинавских заимствований и заимствований из латыни (например, madainn «утро», leabhar «книга»); в настоящее время в язык также проникает много английских слов. В словообразовании наиболее часто используются суффиксация и словосложение.

## Шотландская (кельтская) Википедия
Существует раздел Википедии на гэльском (шотландском-кельтском) языке («Шотландская (кельтская) Википедия»), первая правка в нём была сделана в 2003 году. По состоянию на 13:42 (UTC) 10 августа 2025 года раздел содержит 15 995 статей (общее число страниц — 32 457); в нём зарегистрировано 30 549 участников, 5 из них имеют статус администратора; 34 участника совершили какие-либо действия за последние 30 дней; общее число правок за время существования раздела составляет 578 676.